# Norman Zoia

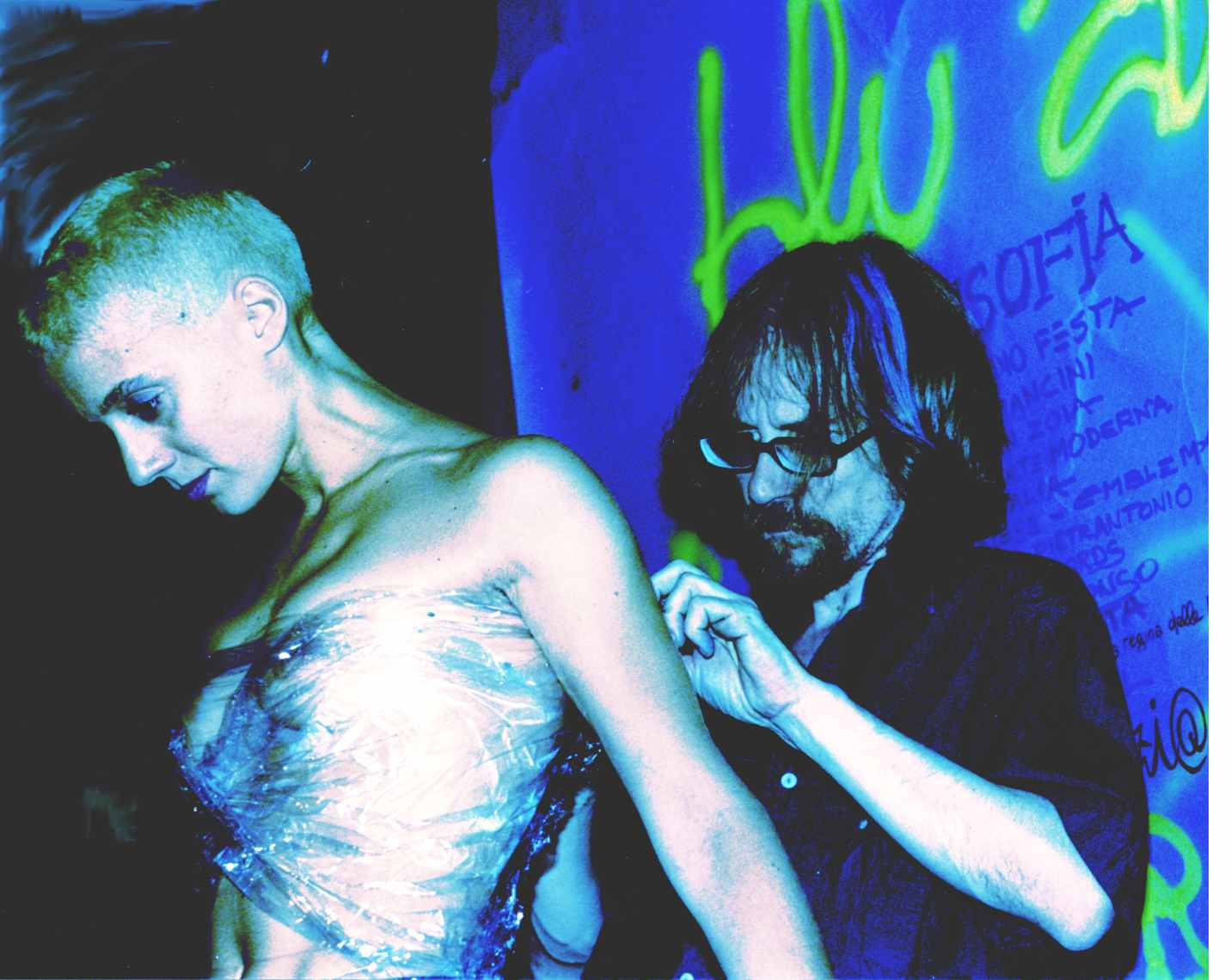
Action Show all'Over Time di Milano con Norman Zoia e Sabrina Camera, 1999

Norman Zoia, pseudonimo di Alfio Zoia (Motta di Livenza, 14 gennaio 1949), è un artista, paroliere, poeta e blogger italiano.

## Biografia
Padre dell'attrice e doppiatrice Tosawi Piovani Zoia, meglio nota come Tosawi Piovani, con lo pseudonimo Norman Popel è attivo dal 1965, spaziando dalla musica (ottenendo un primo premio a Jesolo in una manifestazione organizzata da Enzo Mirigliani e partecipando al "Controfestival di Sanremo" presentato da Mike Bongiorno al Teatro dell'Arte nel 1969), al palcoscenico (Manzoni, Smeraldo, Porta Romana, Salone Pier Lombardo), alle pedane del cabaret (Nebbia Club, Derby Club, Il Refettorio di Roberto Brivio) alle prime radio libere (Radio City in primis e Radio Regione, sotto la direzione di Mario Luzzatto Fegiz).
Nel 1979 riprende il cognome anagrafico Zoia col quale firma le prime critiche d'arte per Geri Palamara e, in seguito, per Ennio Bencini, Mario Nicorelli, Renato Natale Chiesa, Franca Faccin, Gina Roma, Morago e tanti altri. E si presenta quale pittore e performer egli stesso.
Dal 1991 è coautore di tutte le liriche in italiano di Pino Scotto, Progetto Sinergia e Vanadium, alcune delle quali riproposte in duetto con Scotto da Enrico Ruggeri, Le Vibrazioni, e diversi altri artisti.  Alcune delle registrazioni sopra citate sono inserite nel cd "Datevi Fuoco - Lo scotto da pagare" (Valery Records). Per Pino Scotto ha anche scritto la biografia contenuta nello stesso CD.
Autore di "Blues 3000", il primo multiplo d'arte su cd rom, Zoia è stato caporedattore del quattordicinale Cartastampata (1978 - 1979) e curatore della rubrica Cronache dall'idealtà in "Net.ropolis"(il primo magazine dedicato alla recensione di siti internet., 1996 -1999).
Tra i suoi ritratti (visivi o letterari) si segnalano quelli per Valeria Marini, Alessandra Drusian dei Jalisse, Alessia Mancini, Miriana Trevisan, Federica Panicucci, Natasha Stefanenko, La Pina, Gabriela Grechi, Primo Carnera, Gianfranco Zigoni, Mauro Corona, Matilde Ciccia, Andrea Luca Luchesi. Nel 2019 gli è stata dedicata. una videocanzone intitolata "Norman", composta ed eseguita da Mario Leny
È stato corrispondente per alcuni anni de La Padania, Corriere del Veneto, TrevisoSette, Visual Style e altre testate minori. Creatore di etichette, brochure e manifesti, specie nel campo vinicolo. Ideatore e promotore (con l'assessorato alla cultura di Motta di Livenza) di Biblioteca in Giardino, reading estivi per veicolare il piacere per la lettura (quattro edizioni). È nel consiglio direttivo di SolidArte Onlus e collabora col Maestro Stefano Festa (fondatore e presidente) e col vicepresidente Enrico Beruschi anche nel contesto del Premio Angelo dell'Anno (dieci edizioni).
Seguace della Pap Art e fondatore della Slip Art, nel 1999 redige il Manifesto della Blusofia. Nel 1996 è stato premiato con lo Zonino d'Oro alla Bicocca (per l'arte) insieme a Teo Teocoli (per lo spettacolo), Sergio Cofferati (per la politica) e Gino Bramieri (alla memoria). Nel 2001 ha avuto la targa d'argento come primo artista della Marca Trevigiana e tra i cinque personaggi più votati dai lettori nel referendum popolare indetto da La Tribuna di Treviso. Tra le sue invenzioni più curiose segnaliamo i moonglasses (occhiali da luna), i neck picture (quadretti da collo, indossati fra le altre da Gabriela Grechi e Nada), le t-sh@rts, lo Spritz Taylor. e due nuovi colori: grèd e roccorman (verderosso e un particolare blu dalle striature verdi). Tra le intuizioni linguistiche citiamo i neologismi a carattere musicale: Rockquiem., Rock & i suoi fratelli, In rock signo vinces, Rap'n'roll (ripreso da J-Ax)... e in generale le Plexidiane, il Blue hole o l'Altrorealismo. 
Oltre Popel e naturalmente Zoia (anche nella versione Norman Y. Zoia), tra gli pseudonimi più ricorrenti con i quali ha firmato articoli, recensioni e quant'altro si segnalano Maria Chiara Lunaris (prefazioni), Tony Livenza (r-acconti hard), Rospo Maria Derringer (m-editoriali), Tristano Borkmann e Narhon Lebo, specie per Prospettive d'Arte e ArteCultura (critiche).

## Discografia

### Canzoni
Qui di seguito sono indicati gli interpreti, gli autori della musica e gli eventuali collaboratori al testo in relazione alle principali canzoni scritte da Norman Zoia con regolare deposito Siae
- 1978 - Ghiacci Ammoniacali, (testo e musica)
- 1980 - Ballata della Cavalcata Idealizzata per Feliciana D. S. - distribuita dalla Fonit Cetra, incisa con Tullio De Piscopo, Julius Farmer e Vince Tempera, (testo in collaborazione con Antonio Mugeo e musica)
- 1986 - Daiquiri Blues, (testo e musica)
- 1991 - Scettico Blue's, (testo e musica)
- 1991 - Dio del Blues con e per Pino Scotto (musica di Giulio Kaliandro)
- 1992 - Gamines per Pino Scotto e Aida Cooper (musica di Giulio Kaliandro)
- 1992 - Il Grido Disperato di Mille Bands per Pino Scotto (musica di Giulio Kaliandro)
- 1994 – Predatori della notte per Progetto Sinergia e Enrico Ruggeri (musica di Fabrizio Palermo)
- 1994 - Mr Money per Progetto Sinergia (musica di Gigi Schiavone)
- 1994 - Leonka per Progetto Sinergia (musica di Antonio Aiazzi)
- 1995 - Vodka e Luna per Vanadium (musica di Stefano Tessarin e Domenico Prantera)
- 1995 - Nel cuore del Caos per Vanadium (musica di Stefano Tessarin e Domenico Prantera)
- 1996 - Come Noi per Pino Scotto (musica di Stefano Tessarin e Domenico Prantera con aggiunte al testo di Gianluca Perotti e J-Ax)
- 1997 - Astromantico Click (testo e musica)
- 1999 - Guado 3000  per Pino Scotto (musica di Daniele Simonini)
- 2009 - Soldatini di Pongo per Pino Scotto e Nina (musica di Pino Scotto e Steve Volta)
- 2010 - Maldido Street per Pino Scotto (musica di Volta)
- 2012 - Festa & Croce per Pino Scotto, feat Aida Cooper (musica di Maurizio Belluzzo e Pino Scotto)
- 2012 - La terra ha il suo respiro per Pino Scotto (musica di Oliviero "Olly" Riva)
- 2012 - I ragazzi della via Stendhal, per Pietruccio Montalbetti dei Dik Dik, (testo e musica)
- 2012 - Hotel Marilyn, da Monroe Trilogy, dedicata a Marilyn Monroe, (testo e musica)
- 2013 - Pugnale d'argento, dedicata alla figlia Tosawi, (testo e musica)
- 2014 - Stelle nere, (testo e musica)
- 2015 - Nel nome del pane, dedicata ad Al Bano, (testo e musica)
- 2016 - Mrs. Watts, dedicata a Naomi Watts, (testo e musica)
- 2017 - Rocketqueen, dedicata alla giornalista e modella Giusy Randazzo, (testo e musica)
- 2017 - La sequoia e lo scrittore, dedicata a Carnera e Del Bel Belluz (testo e musica)

### Discografia
- 1992 - Il grido disperato di mille bands (Pino Scotto, Nar-Ricordi), coautore di tutti i brani
- 1994 - Progetto sinergia (Pino Scotto, Gigi Schiavone, Antonio Aiazzi, Fabrizio Palermo, Lio Mascheroni, Nar-Ricordi), coautore di tutti i brani tranne Whole Lotta Rosie
- 1995 - Nel cuore del caos (Vanadium, Dig It), coautore di tutti i brani tranne la cover di Bryan Adams Summer of 69, in inglese
- 1997 - Segnali di fuoco (Pino Scotto, Rima Record) coautore di tutti i brani e autore della biografia contenuta nella traccia cd-rom
- 1998 - Blues 3000 (Norman Zoia, Trademedia), autore dei testi, delle musiche e del progetto grafico del cd-rom d'arte.[9][10]
- 2000 - Guado (Pino Scotto, Rima Record), coautore di tutti i brani
- 2008 - Datevi fuoco (lo Scotto da pagare) (Pino Scotto, Valery Records), coautore di tutti i brani e della biografia allegata[11]
- 2010 - Buena suerte (Pino Scotto, Valery Records), coautore di tutti i brani tranne Gli arbitri ti picchiano firmata da Caparezza e Blues on, brano solo strumentale composto da Steve Volta
- 2012 - Codici Kappaò (Pino Scotto, doppio cd), coautore della title track e di altri 8 pezzi, più ulteriori 8 non inediti del secondo cd live Rock for Belize

## Arti visive

### Mostre e esposizioni

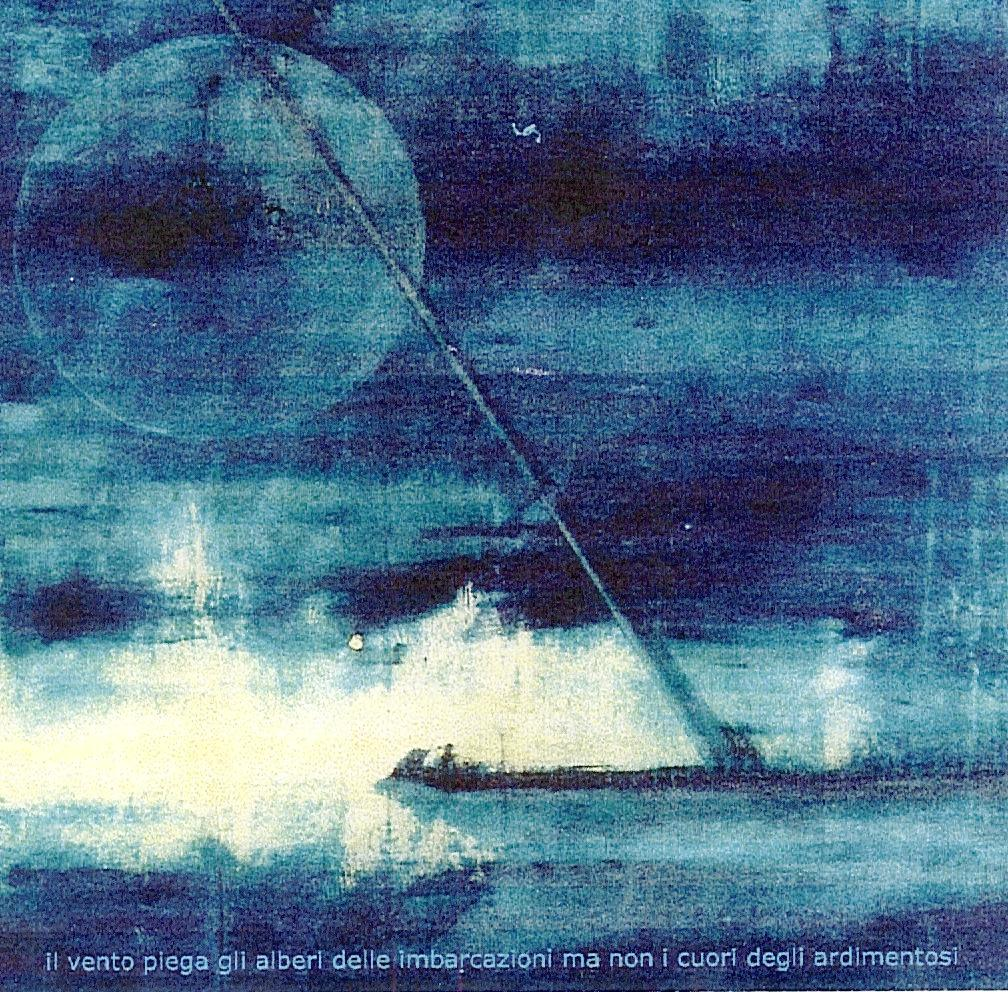
Norman Zoia: Approdo di luna acrilico su tavola, 1998

- 1978 - Caronno Pertusella, Biblioteca Civica - collettiva con Salvatore Passarella, Walter Pozzi, Renato Guttuso, Antonio Dalla Nora.
- 1989 - Milano, United Arts - collettiva con Geri Palamara, Ennio Bencini, Gianni Caruso.
- 1990 - Milano, V.I.E. Multiart  - collettiva con Francesco Magli, Geri Palamara, Nicola Tedesco...
- 1991 - Buccinasco, Tavernetta Cristina - personale.
- 1992 - Oderzo, Free Time - personale.
- 1992 - Motta di Livenza, President - personale.
- 1996 - Motta di Livenza, Palazzo La Loggia, collettiva con Gigi Prosdocimo, Mario Nicorelli, Renzo Barba Visintin...
- 1997 - San Lorenzo al Mare, Palazzo Scolastico - personale.
- 1998 - Motta di Livenza, American Bar La Tosca - personale.
- 1998 - Motta di Livenza, Palazzo La Loggia - personale.
- 1998 - Oderzo, Cantine dei Dogi - personale.
- 2001 - Motta di Livenza, Oasi's Bar - personale.
- 2001 - Motta di Livenza, Biblioteca Civica - con Erika De Pieri.
- 2002 - Villanova, Villa Rietti Rota - con Erika De Pieri.
- 2010 - Piavon di Oderzo/Motta di L., Ca' Lozzio Incontri/La Castella - collettiva
- 2010 - Motta di Livenza, Festival del Viale - collettiva

### Performance
- 1977, Caronno Pertusella, Fabbrica occupata - reading & free concerto.
- 1978, Milano, Unidal - diretta radio di Capodanno.
- 1989, 1990, Milano, Bagutta e United Arts - Pap Art by Palamara con Vincenzo Bonassisi, Anna Pesenti e riproposta pap con lo stesso Geri Palamara e con Ennio Bencini, Gianni Caruso, Angelo Giammarresi. Modelle: Elvi Ingeburge e Ombretta Alberici. Special guest: Enrico Beruschi e Daiano (opere commestibili).
- 1990, Milano - Non Pensiero Day (sciopero degli artisti, con Geri Palamara, Tank Palamara, Ibrahim Kodra, Stefano Festa, Franco Visentin, Elia Festa, Gabbia, Pasqualino Conti...).
- 1990, Milano, Motta di Livenza, San Lorenzo al Mare - Slip Art (quadri con mutandine e boxer).
- 1993, Motta di Livenza - Arte al Rogo! (5 tele di medie e grandi dimensioni date alle fiamme).
- 1993, 1997, Motta di Livenza, San Lorenzo al Mare - Arte alla Deriva! (una grande opera gettata in un laghetto e ripescata in mare).
- 1993, Milano, Fratta di Oderzo - Aids Park (una grande tela trafitta da 366 profilattici).
- 1994, Milano, Ricordi - Nel cuore della musica (opera in vetrina).
- 1997, Hard Disk Cafe - Le Prove virtuali d'autore presentate nell'allora più grande internet point d'Europa, con 40 computer collegati in rete e il pubblico che poteva stampare in formato A3 opere direttamente dall'home page di Zoia. Nel corso della stessa serata che si è protratta dalle 21.00 alle 9.00 del mattino seguente, Zoia ha anche proposto le sue cravatte Tino Cosma rielaborate con sabbia e smalti e le sue t-sh@rts a tiratura limitata con special guest Paola & Chiara, Miriana Trevisan ed Ezio Greggio[12].
- 1999, Milano, Castellanza - Blu Age[13] (modelle avvolte nella plastica) c/o M&D Italia, Over Time, Antenna 3 Lombardia, Telelombardia[14]
- 2000, Piazza centrale di Motta di Livenza - Rilettura della botticelliana Nascita di Venere da un maxi panino di 2 metri preparato dal maestro fornaio Dridani (in collegamento con La Vita in Diretta[15] su Rai 1, 6 dicembre).
- 2001, Corte dei Tini - Altra rilettura della botticelliana Nascita di Venere da 5 ettolitri di vino Raboso anziché dalle spume del mare.
- 2002 2003, Treviso - La Campagna per la dissuasione dal fumo, prima del divieto governativo, pubblicizzata su Antenna 3 Veneto, grazie a una serie di otto segnaposto per ristoranti e bar del trevigiano,  con altrettanti versi poetici creati ad hoc.
- 2001 2006, Motta di L. - Oasi's Bar, break action di apertura Giardino estivo.

## Teatro e cabaret
- Dal 1965 al 1969, Motta di Livenza, Jesolo, Tortona, Santa Margherita Ligure, Pieve di Soligo, Caorle, Oderzo, Milano: concertini e spettacoli di cabaret.
- 1969, Milano, Teatro dell'Arte - Controfestival presentato da Mike Bongiorno.
- 1969, Alessandria, Acqui Terme, Loano, Arma di Taggia, Fossano, Saint-Vincent, Stresa - tour di spettacoli nei teatri e nelle piazze presentati da Anna Mascolo al seguito del Giro Ciclistico del Piemonte.
- 1969, Rimini, Miramare di Rimini, Gabicce Monte: Locanda del Lupo, Altro Mondo, Eden Rock - interventi critici e fotografici sul periodico della Meazzi Hollywood nel contesto di alcuni concerti.
- 1969, Milano, Teatro Manzoni - Off Off: spettacolo d'avanguardia per la regia di Roberto Dané.
- 1969, Firenze, “Space Electronic - repliche di Off Off.
- 1970, Milano, Teatro dell'Arte – “Il Fatto è...”: confluenza di esperienze artistiche a cura di Geri Palamara, con Claudio Rocchi.
- 1971, 1972, Milano: Derby Club, Settepiù Club, La Bullona, Pablito, Club del Sole, Saint Hillaire, Refettorio, Si o Si Club... - serate di cabaret con Gabbia.
- 1971, Segrate, Tre Camini - La Marcia del Panciotto: atto unico di Vitantonio Cileo.
- 1972, Milano, Matarel, Cancello Rosso, Marcona, 17... - folk cabaret.
- 1973, Milano, Tricheco - recital, con Le Orme.
- 1973, Bergolo, Teatrotenda - happening.
- 1974, Fornovo, Discoteca Centrale - cabarock con Antonio Mugeo.
- 1975, Milano, Discoteche Grouse e Walkee, Boutique Ringhiera - cabarock in "a solo" e con Gabbia.
- 1976, Como, Agli Alpini - recital.
- 1977, Milano, Salone Pier Lombardo - a sorpresa in una pièce di Franco Battiato.
- 1978, Milano, Teatro San Babila - riduzione da Plauto a cura di Andrea Bisicchia.
- 1978, Lecco, Ridotto del Teatro della Società - recital, con Sal Passarella.
- 1979, Milano, Panarea Club - serata casting tv by Enzo Trapani, con Franco Capuano, Ernest Thole, supervisione di Geri Palamara.
- 1979, Milano, Teatro di Porta Romana - Favola di Terre e di Metropoli: due tempi con Sal Passarella.
- 1980, Senago, Villa San Carlo Borromeo con Armando Verdiglione, Barbara Alberti, Eugène Ionesco, Franco Valobra - intervento recitativo per Geri Palamara.
- 1981, Milano, Art Mondial - intervento critico per Geri Palamara.
- Dal 1982 al 1985, Milano, Circoli: della Stampa - dei Sardi - Calabrese - Filologico - della Donna... Famiglia Artistica, Porta Genova, La Fornace, Il Fabbricone.
- 1984, Milano, Galleria Il Cannocchiale - intervento critico, con Pierre Restany per Geri Palamara.
- 1986, Milano, Portnoy Caffè Letterario - recital in prosa.
- 1990, Milano, Teatro Smeraldo - concerto per il Mato Grosso presentato da Stefania Binato, con Flavio Oreglio, Fabio Treves, Walter Valdi, Franco Visentin, Laura Pasotti...
- 1990, Milano, Palazzo delle Stelline - recital non stop con Alda Merini, Stefania Binato, Luca Sartini, Domenico Cara, Grazia Cutaia, Rita Pische...
- 1990, Milano, Erghèt Trattoria Abissina - serate di folk-cabaret con Franco Visentin.
- 1992, Meduna di Livenza, Al Paradiso - recital.
- 1994, Roma, Teatro Parioli (sigh!...).
- 1997, Milano, Radio Due Rai - programma "In aria" con La Pina, omaggio al verde, omaggio alla donna.
- 1999, Roma, Radio Brainstorm, collegamento.
- 2000, Sequals - intervento poetico.
- 2001, Treviso, Teatro Sant'Anna - intervento musicale e recitativo, con Diana Ziliute e Carlo Sala.
- 2002, Motta di Livenza, Casa di Bacco - happening, con la stylist Marta "Tula" Brugnera.
- 2004, 2005, 2006, Veneto orientale - ospite alle selezioni regionali di Miss Italia, interventi di musica & poesia.
- 2013, Motta di Livenza, Sala Svevo della Biblioteca e in Piazza - Grido di Natale (recital)